# دوري كرة القدم الغربي 2017–18
دوري كرة القدم الغربي 2017–18 هو موسم من دوري كرة القدم الغربي ‏. فاز فيه Street F.C. ‏.